# Valentin Kovalenko
Valentin Kovalenko, né le 9 août 1975, est un arbitre ouzbek de football, international depuis 2002. 

## Carrière
Il a officié dans des compétitions majeures : 
- AFC Challenge Cup 2008 (3 matchs dont la finale)
- Coupe d'Asie des nations de football des moins de 16 ans 2008 (5 matchs dont la finale)
- Jeux asiatiques de 2010 (5 matchs dont la finale)
- Finale de la Coupe de l'AFC 2012